# لور مارساك
لور مارساك (بالفرنسية: Laure Marsac)‏ هي كاتبة سيناريو ومخرجة وممثلة فرنسية، ولدت في 18 فبراير 1970 بباريس في فرنسا.

## أعمال

### أفلام
- (1994) الملكة مارغو
- (1994) مقابلة مع مصاص الدماء[3]
- (2010) رأس تركي

## وصلات خارجية
- لور مارساك على موقع IMDb (الإنجليزية)
- لور مارساك على موقع قاعدة بيانات الأفلام العربية
- لور مارساك على موقع ألو سيني (الفرنسية)
- لور مارساك على موقع أول موفي (الإنجليزية)
- لور مارساك على موقع قاعدة بيانات الأفلام السويدية (السويدية)
- لور مارساك على موقع قاعدة بيانات الفيلم (الإنجليزية)
- لور مارساك على موقع كينوبويسك (الروسية)